# Premier League (Liberia)
De Premier League is de hoogste voetbaldivisie uit Liberia. De competitie werd voor het eerst georganiseerd in 1963. Nooit werd een club buiten Monrovia landskampioen.

## Teams 2008
- Liberia Petroleum Refining Company Oilers
- Liberia Ship Corporate Registry FC
- FCAK-Liberia
- Mighty Barolle
- Monrovia Club Breweries
- Monrovia Black Star FC
- NPA Anchors
- Roots FC
- Watanga FC
- Invincible Eleven
- Blue Angels FC
- Gedi & Sons FC

## Landskampioenen
- 1963 : Invincible Eleven
- 1964 : Invincible Eleven
- 1965 : Invincible Eleven
- 1966 : Invincible Eleven
- 1967 : Mighty Barolle
- geen kampioenschap tussen 1968 en 1971
- 1972 : Mighty Barolle
- 1973 : Mighty Barolle
- 1974 : Mighty Barolle
- 1975 : geen kampioenschap
- 1976 : Saint Joseph Warriors
- 1977 : geen kampioenschap
- 1978 : Saint Joseph Warriors
- 1979 : Saint Joseph Warriors
- 1980 : Invincible Eleven
- 1981 : Invincible Eleven
- 1982 : geen kampioenschap
- 1983 : Invincible Eleven
- 1984 : Invincible Eleven
- 1985 : Invincible Eleven
- 1986 : Mighty Barolle
- 1987 : Invincible Eleven
- 1988 : Mighty Barolle
- 1989 : Mighty Barolle
- 1990 : geen kampioenschap
- 1991 : LPRC Oilers
- 1992 : LPRC Oilers
- 1993 : Mighty Barolle
- 1994 : NPA Anchors
- 1995 : Mighty Barolle
- 1996 : Junior Professional
- 1997 : Invincible Eleven
- 1998 : Invincible Eleven
- 1999 : LPRC Oilers
- 2000 : Mighty Barolle
- 2001 : Mighty Barolle
- 2002 : LPRC Oilers
- 2003 : niet beëindigd
- 2004 : Mighty Barolle
- 2005 : LPRC Oilers
- 2006 : Mighty Barolle
- 2007 : Invincible Eleven
- 2008 : Monrovia Black Star FC
- 2009 : Mighty Barolle
- 2010 :
- 2011 : Liberia Ship Corporate Registry FC